# The Big Doe Rehab
The Big Doe Rehab – siódmy studyjny album amerykańskiego rapera Ghostface Killaha członka Wu-Tang Clan wydany 4 grudnia 2007 roku nakładem wytwórni Def Jam.

## Lista utworów
Opracowano na podstawie źródła
| #               | Tytuł                                    | Gościnnie                                                    | Producent                     | Sample / informacje | Czas |
| --------------- | ---------------------------------------- | ------------------------------------------------------------ | ----------------------------- | --- | ---- |
| 1               | „At The Cabana Skit”                     | - Rhythm Roots Allstars - Raekwon - Shawn Wigs               | Davey Chegwidden              | - Bas: Dave Wilder - Bębny: Ricky Rodriguez - Gitara: Josh Lopez - Keyboard: Bryan Velasco - Perkusja: Dantai, Davey Chegwidden, Ricky Rodriguez - Saksofon (altowy): Geoff Gallegos - Saksofon (tenorowy): Matt DeMerritt - Trąbka: Jordan Katz | 1:12 |
| 2               | „Toney Sigel A.K.A. the Barrel Brothers” | - Beanie Sigel - Styles P - Solomon Childs                   | LV & Sean C                   | - „Fallin' in Love With You” w wykonaniu Al Wilson | 3:01 |
| 3               | „Yolanda's House”                        | - Raekwon - Method Man - Joi Starr                           | Ant-Live                      | - „You'll Never Walk Alone” w wykonaniu Arethy Franklin | 3:12 |
| 4               | „We Celebrate”                           | - Kid Capri                                                  | LV & Sean C                   | - „I Just Want to Celebrate” w wykonaniu Rare Earth | 4:13 |
| 5               | „Walk Around”                            | - Jayms Madison                                              | Anthony Acid                  | - „Packed Up and Took My Mind” w wykonaniu Little Miltona | 3:32 |
| 6               | „Yapp City”                              | - Sun God - Trife Da God                                     | Scram Jones                   | | 3:43 |
| 7               | „White Linen Affair (Toney Awards)”      | - Shawn Wigs                                                 | Frequency Scram Jones (wyk.)  | - „That's the Way It's Got to Be (Body and Soul)” w wykonaniu Soul Generation | 4:07 |
| 8               | „Supa GFK”                               |                                                              | Anthony Acid Ghostface Killah | - „Superman Lover” w wykonaniu Johnny’ego „Guitar” Watsona | 3:38 |
| 9               | „Rec-Room Therapy”                       | - Raekwon - U-God                                            | Baby Grand                    | - „(They Long to Be) Close to You” w wykonaniu Isaaca Hayesa - Bas: Dave Wilder - Bębny: Sean O’Shea - Flet: Matt DeMerritt - Keyboard: Bryan Velasco - Perkusja: Davey Chegwidden, Ricky Rodriguez - Trąbka: Jordan Katz                        | 3:13 |
| 10              | „The Prayer” (Skit)                      |                                                              | Ox                            | | 1:23 |
| 11              | „I'll Die for You”                       | - Amille D. Harris                                           | LV & Sean C<                  | - „It's All Over” w wykonaniu The Independents - Bas: Ed „Wolverine” Goldson - Gitara: Ed „Wolverine” Goldson - Pianino: Arden „Key Z” Altino - Skrzypce: Arden „Key Z” Altino                                                                   | 3:06 |
| 12              | „Paisley Darts”                          | - Raekwon - Sun God - Trife da God - Method Man - Cappadonna | LV & Sean C                   | - „Lie No. 2” w wykonaniu The Originals | 5:36 |
| 13              | „Shakey Dog Starring Lolita”             | - Raekwon                                                    | LV & Sean C                   | - „Musings to Myself” w wykonaniu El Michels Affair - Bas: Ed „Wolverine” Goldson - Gitara: Ed „Wolverine” Goldson | 3:09 |
| 14              | „!” (skit)                               | - Rhythm Roots Allstars - Raekwon - Shawn Wigs               | Davey Chegwidden              | - Bas: Dave Wilder - Bębny: Ricky Rodriguez - Gitara: Josh Lopez - Keyboard: Bryan Velasco - Perkusja: Dantai, Davey Chegwidden, Ricky Rodriguez - Saksofon (altowy): Geoff Gallegos - Saksofon (tenorowy): Matt DeMerritt - Trąbka: Jordan Katz | 0:36 |
| Utwory bonusowe |                                          |                                                              |                               | |      |
| 15              | „Killa Lipstick”                         | - Method Man - Masta Killa                                   | Ghostface Killah Anthony Acid | - „Riding High” w wykonaniu Faze-O | 3:38 |
| 16              | „Slow Down”                              | - Chrisette Michele                                          | Scyience                      | | 2:36 |